# Фінал Кубка володарів кубків 1966
Фінал Кубка володарів кубків 1966 — футбольний матч для визначення володаря Кубка володарів кубків УЄФА сезону 1965/66, 6-й фінал змагання між володарями національних кубків країн Європи. 
Матч відбувся 5 травня 1966 року у Глазго за участю володаря Кубка Англії 1964/65 «Ліверпуля» та володаря Кубка Німеччини 1965 «Боруссії» (Дортмунд). Гра завершилася перемогою німців у додатковий час з рахунком 2-1, які здобули свій перший титул володарів Кубка володарів кубків.

## Шлях до фіналу
| Боруссія             | Боруссія  | Боруссія    | Боруссія       | 1965/66      | Ліверпуль       | Ліверпуль | Ліверпуль   | Ліверпуль      |
| -------------------- | --------- | ----------- | -------------- | ------------ | --------------- | --------- | ----------- | -------------- |
| Суперник             | Результат | Перший матч | Повторний матч | Раунд        | Суперник        | Результат | Перший матч | Повторний матч |
| Флоріана             | 13–1      | 5–1 (Г)     | 8–0 (Д)        | Перший раунд | Ювентус         | 2–1       | 0–1 (Г)     | 2–0 (Д)        |
| ЦСКА (Червено знаме) | 5–4       | 3–0 (Д)     | 2–4 (Г)        | Другий раунд | Стандард (Льєж) | 5–2       | 3–1 (Д)     | 2–1 (Г)        |
| Атлетіко (Мадрид)    | 2–1       | 1–1 (Г)     | 1–0 (Д)        | 1/4 фіналу   | Будапешт Гонвед | 2–0       | 2–0 (Д)     | 0–0 (Г)        |
| Вест Гем Юнайтед     | 5–2       | 2–1 (Г)     | 3–1 (Д)        | 1/2 фіналу   | Селтік          | 2–1       | 0–1 (Г)     | 2–0 (Д)        |

## Деталі
| 5 травня 1966 |

| «Боруссія»            | 2:1 дч   | «Ліверпуль» |
| --------------------- | -------- | ----------- |
| Гельд 61' Лібуда 107' | Протокол | Гант 68'    |

| Гемпден-Парк, Глазго Глядачів: 41 657 Арбітр: П'єр Швінте |

| Боруссія | Ліверпуль |

| В                |  | Ганс Тільковський   |
| З                |  | Герхард Ціліакс     |
| З                |  | Вольфганг Пауль (к) |
| З                |  | Теодор Реддер       |
| ПЗ               |  | Руді Ассауер        |
| ПЗ               |  | Дітер Куррат        |
| НП               |  | Райнхард Лібуда     |
|                  |  | Альфред Шмідт       |
|                  |  | Вільгельм Штурм     |
| НП               |  | Лотар Еммеріх       |
| Н                |  | Зігфрід Гельд       |
| Головний тренер: |  |                     |
| Віллі Мультгауп  |  |                     |

| В                |  | Томмі Лоуренс   |
| З                |  | Кріс Ловлер     |
| З                |  | Джеррі Берн     |
| З                |  | Рон Ітс (к)     |
| ПЗ               |  | Гордон Майлн    |
| ПЗ               |  | Віллі Стівенсон |
| ПЗ               |  | Томас Сміт      |
| ПЗ               |  | Іан Каллаган    |
| ПЗ               |  | Пітер Томпсон   |
| ПЗ               |  | Роджер Гант     |
| Н                |  | Іан Сент-Джон   |
| Головний тренер: |  |                 |
| Білл Шенклі      |  |                 |